# Бакальський ВТТ
Бакальський ВТТ (рос. БАКАЛЬСКИЙ ИТЛ, Бакалстрой, Бакаллаг) — підрозділ, що діяв в системі Управління особливого будівництва (УОС) Головного управління виправно-трудових таборів Народного комісаріату внутрішніх справ СРСР з кінця 1941 до початку 1943 року на Бакальському родовищі залізних руд, яке було відоме ще з середини XVIII століття. Надалі був перейменований на ВТТ Челябметалургбуд.

## Виконувані роботи
- будівництво Бакальського (він же — Челябінський) металургійного комбінату,
- будівництво коксохімічного заводу,
- лісозаготівлі, підсобні с/г роботи, обслуговування цегельних заводів,
- з 17.03.42 — підготовка до розробки Бакальського залізорудного родовища,
- роботи на заводі № 46 НКВ в Златоусті,
- будівництво ремонтного і модельного цехів, збагачувальної та агломераційної фабрик.